# Jonatan Rojas
Edwin Jonatan Rojas Vélez (Lima, 11 de junio de 1989) es un cantante peruano. Alcanzó a la popularidad por haber desarrollado su carrera musical dentro de la cumbia peruana y por ser el vocalista del conjunto Hermanos Yaipén.

## Biografía
Nació el 11 de junio de 1989 en Lima; bajo el nombre completo de Edwin Jonatan Rojas Vélez.
Comenzó su carrera artística en los años 2000 como integrante del grupo musical de salsa peruana La Novel, gracias con el apoyo de un amigo de su padre.
Pero fue hasta el año 2009, cuando le llegó la oportunidad de formar parte del conjunto Hermanos Yaipén, donde logró alcanzar al estrellato y se consolidó por varios años dentro del género cumbia. Durante su primera etapa con los Yaipén, fue intérprete de los temas musicales «Llegó Navidad», «Tirana», «Querida», «Bim bum bam», «Ya no te aguanto» y «Necesito un amor», siendo en este último, su primer éxito con el grupo.
A lo paralelo, comenzaría a participar ocasionalmente en la televisión peruana, sumándose como participante del segmento Amigos y rivales del programa televisivo Habacilar en 2010, en dupla con la actriz Maricielo Effio.
En el año 2013, se retira de Hermanos Yaipén para participar en el reality de baile El gran show. Al poco tiempo, conforma el trío musical Kumbia Stars al lado de los otros cantantes John Kelvin y Leonard León. Al año siguiente, fue anunciado para formar parte del conjunto musical Gran Orquesta Internacional junto a sus excompañeros de grupo Christian Domínguez, Ángelo Fukuy, Otoniel Ríos, Dimas Ysla y el exintegrante de Grupo 5, Pedro Loli. Con el conjunto, interpretaría el tema musical «Me gusta todo de ti».[cita requerida]
A lo paralelo, se acreditó dentro del reparto principal del reality show Bienvenida la tarde de Latina Televisión, desempeñándose en el rol de competidor durante el periodo 2014-2015.
Rojas concursó en el programa televisivo El artista del año de América Televisión en 2018, logrando ingresar a la etapa final sin conseguir el éxito. Al año siguiente, lanzó su primer proyecto como solista bajo el nombre Biografía III.
Tras renunciar a Gran Orquesta Internacional en el año 2020, funda su propio grupo musical Zona Libre, volviendo a trabajar con Fukuy y posteriormente, se suman los otros cantantes José Antonio Orejuela y Ana Claudia Urbina al conjunto; hasta la separación de la agrupación por motivos personales en 2022. Durante su etapa con Zona Libre, interpretó los temas «Farsante», donde se lanzó un videoclip con la presencia de la bailarina y modelo Dorita Orbegoso, y «Si estamos solos», en esta última, como parte de la banda sonora de la telenovela Luz de luna.
Como solista, lanzó los LP inéditos: Ya llegó Navidad en 2018, A través del vaso en 2020 y Te hubieras ido antes en 2022, en colaboración con el cantante y actor Carlos Casella.[cita requerida]
Tras la separación de Zona Libre, en el año 2023, Rojas regresa a Hermanos Yaipén dentro de la formación principal. Tras su reingreso, interpretó las nuevas versiones de «Necesito un amor» y «Ya no te aguanto»; y los nuevos materiales «Fin de semana» y «Ojo por ojo» en colaboración con las cantantes Leslie Shaw y Micheille Soifer respectivamente.
Fue anunciado como participante del programa concurso culinario El gran chef famosos en 2024, contando con otras figuras del medio local.

## Discografía

### LP en estudio
- 2018: «Hoy es Navidad»
- 2020: «A través del vaso»
- 2022: «Te hubieras ido antes» (ft. Carlos Casella)

## Televisión
| Año       | Título               | Rol                                           | Emisión            |
| --------- | -------------------- | --------------------------------------------- | ------------------ |
| 2010      | Habacilar            | Participante del segmento Amigos y rivales KR | América Televisión |
| 2013      | El gran show         | Participante                                  | América Televisión |
| 2014-2015 | Bienvenida la tarde  | Competidor                                    | Latina Televisión  |
| 2018      | El artista del año   | Participante                                  | América Televisión |
| 2023      | Jirón del humor      | Invitado especial                             | Latina Televisión  |
| 2024      | El gran chef famosos | Participante                                  | Latina Televisión  |